# Odynerus variegatus
Odynerus variegatus är en stekelart. Odynerus variegatus ingår i släktet lergetingar, och familjen Eumenidae. Utöver nominatformen finns också underarten O. v. semiticus.